# 조앤 웰리
조앤 월리(Joanne Whalley, 영어 발음: /ˈ(h)wɔːli/, 1964년 8월 25일 ~ )는 잉글랜드의 배우이다. 밸 킬머와 결혼 생활을 한 1988년에서 1996년 사이에는 조앤 월리킬머(Joanne Whalley-Kilmer)로 활동하였다.

## 출연 작품

### 영화
- 핑크 플로이드의 더 월 (1982)
- 낯선 사람과 춤을 (1985)
- 윌로우 (1988)
- 암살의 그림자 (1988)
- 특전대 네이비 씰 (1990)
- 가면의 정사 (1991)
- 스토리빌 (1992)
- 마더스 보이 (1993)
- 아프리카의 좋은 사람 (1994)
- 못말리는 첩보원 (1997)
- 더 길티 (2000)
- 플러드 (2007)
- 트윅스트 (2011)
- 뮤즈 (2017)
- 바울 (2018)

### 텔레비전
- 윌로우 (2022)